# Denis Tillinac

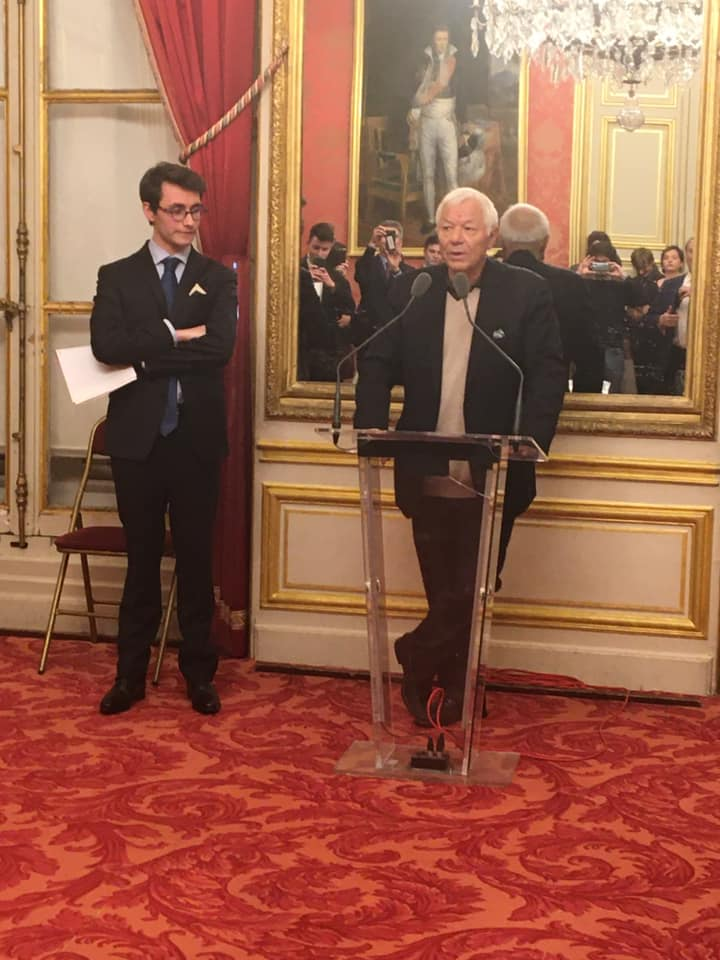
Denis Tillinac recevant, par Ferréol Delmas, le Prix de l'Enracinement-Simone Weil, au Sénat, en février 2020.

Denis Tillinac, né le 26 mai 1947 dans le 17e arrondissement de Paris et mort le 26 septembre 2020 à Vosne-Romanée, est un écrivain, éditeur et journaliste français.

## Biographie
Fils de Roger Tillinac, chirurgien-dentiste et maire d'Auriac de 1978 à 1981, il grandit à Paris, puis autour de Vichy (1961-1966). Cancre, mais bon en lettres, il est renvoyé de sept établissements, catholiques et publics, si bien qu'il décroche son baccalauréat en candidat libre.
Diplômé de l'Institut d'études politiques de Bordeaux (1971), il commence sa carrière comme journaliste correspondant de La Dépêche du Midi à Tulle, en Corrèze. Il a tiré de sa vie de « localier » un journal intime, Spleen en Corrèze, qu'il publie en 1979 ; on y voit notamment Jacques Chirac sillonner ses terres électorales. Par la suite, il travaille régulièrement à Madame Figaro et de façon ponctuelle à La Montagne, à Marianne ou encore à Valeurs Actuelles. 
En 1983, il reçoit pour son quatrième roman L'Été anglais le prix Roger-Nimier. Il confirme ainsi son entrée dans le monde littéraire, installé désormais de façon pérenne dans l'écurie des éditions Robert Laffont, dont Jacques Peuchmaurd est alors directeur littéraire. À sa demande, il rédige parallèlement à sa production personnelle plusieurs biographies et textes de commande de façon anonyme.    
Il est le représentant personnel de Jacques Chirac au Conseil permanent de la francophonie de 1995 à 1998. Toutefois, après avoir voté Jacques Chirac à l'élection présidentielle de 1995, il soutient ensuite Nicolas Sarkozy pour l'élection présidentielle de 2007. La défection de ce chiraquien historique créera des tensions avec Jacques Chirac. Plus tard, Denis Tillinac soutiendra Nathalie Kosciusko-Morizet aux élections municipales de 2014 à Paris et François Fillon à l'élection présidentielle de 2017.
Il dirige les Éditions de la Table ronde de 1992 à 2007. Il est membre de l'Institut Thomas-More.
Il fait partie, aux côtés de Claude Michelet, Michel Peyramaure, de ce qu'il est convenu d'appeler l’École de Brive.
En 2005, il préside un « Comité de réflexion et de propositions sur la traite des Noirs à Bordeaux ».
La même année, il reçoit le grand prix de littérature Henri-Gal pour l'ensemble de son œuvre.
Il signait un billet d'humeur chaque semaine dans l'hebdomadaire Valeurs actuelles et publiait de temps à autre une tribune dans Marianne.
Opposé au mariage homosexuel, il participe en 2013 à une université d'été de La Manif pour tous.
En 2007, le ministère des Affaires étrangères avait d'ailleurs proposé son nom pour le poste d'ambassadeur près le Saint-Siège. Cette proposition n'avait pas été validée par le Vatican, semble-t-il parce que Denis Tillinac était divorcé. 
En février 2020, le cercle de réflexion « Écologie responsable », proche de la droite, lui décerne au Sénat le prix annuel de l'Enracinement-Simone Weil, en l'honneur de son œuvre et de son parcours.
Il meurt dans la nuit du 25 au 26 septembre 2020 à Vosne-Romanée des suites d'une crise cardiaque,. Un peu plus tôt dans la soirée, il participait au salon littéraire Livres en Vignes qui se déroule au château du Clos de Vougeot (Côte-d'Or). Il meurt exactement un an après Jacques Chirac, auquel il était lié par une longue amitié. 
Il était membre de la Ligue nationale de rugby et de l'Académie catholique de France.

### Vie privée
Denis Tillinac était marié à une pharmacienne, nièce du prêtre Jean Espinasse, qui s'est illustré lors du massacre de Tulle en juin 1944. Il a avec elle quatre enfants.

## Œuvres

### Essais
- Le Mystère Simenon, Paris, Calmann-Lévy, 1980, 223 p.
- Le Tour des îles : Spleen à Daumesnil, Paris, Le Dilettante, 1985, 28 p.
- Vichy, Seyssel, éditions du Champ Vallon, 1986, 113 p.
- Le Dakar 88, Paris, Hachette , 1988, 179 p. Photographies de Yann Arthus-Bertrand.
- Le Bar des Palmistes, Paris, Arléa, 1989, 143 p. Impressions de voyage en Guyane.
- La Corrèze et le Zambèze : Les Masques de l'éphémère, Paris, Robert Laffont, 1990, 286 p.
- Les Corréziens, Paris, Robert Laffont, 1991, 210 p. Co-écrit avec Pierre Dauzier.
- Le Retour de d'Artagnan, Paris, La Table Ronde, 1992, 150 p.
- Elvis, Paris, Quai Voltaire, 1994, 121 p. Dernière réédition avec le titre Elvis : Balade sudiste chez La Table Ronde, 2007, 172 p.
- Lettre ouverte à Jacques Chirac pour le sauver de ses « amis » (suivie d'un court bréviaire du balladurisme), Paris, Albin Michel, 1995, 140 p.
- Spleen en Corrèze, Paris, La Table Ronde, 158 p.
- Je me souviens de Paris, Paris, Flammarion, 1998, 137 p. Illustrations de André Renoux.
- Dernier verre au Danton, Paris, Pocket, 1998, 331 p.
- Rugby Blues, Paris, La Table Ronde, 1999, 162 p.
- Boulevards des Maréchaux, Paris, Dilettante, 2000, 138 p.
- Les Masques de l'éphémère, Paris, Gallimard, 2001, 297 p.
- Le Dieu de nos pères : Défense du catholicisme, Paris, Bayard, 2004, 153 p.
- La Manche de Don Quichotte, Paris, La Table Ronde, 2005, 73 p. Avec des dessins de Yan Méot.
- Vienne fin de siècle, Paris, La Table Ronde, 2005, 79 p. Avec des dessins de Yan Méot.
- Le Venin de la mélancolie, Paris, Gallimard, 2007, 264 p.
- Rue Corneille, Paris, La Table Ronde, 2009, 205 p.
- Ce qui reste des jours : Chroniques, Toulon, Guéna, 2010, 385 p.
- Les Mots de De Gaulle, Paris, Dalloz, 2010, 128 p.
- Dictionnaire amoureux du catholicisme, Paris, Plon, 2011, 634 p. Dessins d'Alain Bouldouyre.
- Considérations inactuelles, Paris, Plon, 2012, 151 p.
- Petit dictionnaire amoureux de la France, Paris, Plon, 2014, 450 p.
- Du bonheur d'être réac : Apologie de la liberté, Sainte-Marguerite-sur-Mer, éditions des Équateurs, 2014, 107 p.
- L'Âme française, Paris, Albin Michel, 2016, 245 p.
- Mai 68 : L'Arnaque du siècle, Paris, Albin Michel, 2018, 162 p.
- Elle : Éloge de l'éternel féminin, Paris, Albin Michel, 2019, 240 p.
- Dictionnaire amoureux du Général, Paris, Plon, 2020, 480 p.

### Romans
- Le Rêveur d'Amériques, Paris, Robert Laffont, 1980, 191 p.
- Le Bonheur à Souillac, Paris, Robert Laffont, 1982, 155 p.
- L'Été anglais, Paris, Robert Laffont, 1983, 155 p.
- À la santé des conquérants, Paris, Robert Laffont, 1984, 212 p.
- L'Irlandaise du Dakar, Paris, Robert Laffont, 1986, 223 p.
- Un léger malentendu, Paris, Presses pocket, 1991, 185 p.
- Maisons de famille, Paris, éditions de la Seine, 1991, 332 p.
- Les Châteaux de Bercilly, Paris, Robert Laffont, 1992.
- L'Hôtel de Kaolack, Paris, éditions de la Seine, 1993, 176 p.
- Le Jeu et la chandelle, Paris, Pocket, 1995, 225 p.
- Le Bonheur à Souillac, Paris, La Table Ronde, 2001, 152 p.
- En désespoir de causes, Paris, Gallimard, 2003, 307 p.
- Don Juan, Paris, Pocket, 2003, 138 p.
- L'Été anglais, Paris, La Table Ronde, 2005, 155 p.
- Incertains désirs, Paris, Folio, 2005, 224 p.
- Je nous revois…, Paris, Gallimard, 2008, 416 p.
- La Nuit étoilée, Paris, Plon, 2013, 272 p.
- Retiens ma nuit, Paris, Pocket, 2017, 183 p.
- Caractériel, Paris, Albin Michel, 2018, 173 p.
- Le Patio bleu, les Presses de la Cité, 2020, 310 p. (sortie posthume)
- Le Bonheur en Corrèze, éditions Omnibus, 2021, 1248 p. (sortie posthume). Recueil des huit romans provincialistes à propos de la Corrèze.

### Biographies
- Chirac, le gaulois, Paris, La Table Ronde, 2002, 157 p.
- L'Ange du désordre : Marie de Rohan, duchesse de Chevreuse, Paris, Robert Laffont, 2003, 271 p. Réédité sous le titre La duchesse de Chevreuse en 2013 chez Perrin, 296 p.
- Sur les pas de Chateaubriand, Paris, Presses de la renaissance, 2009, 91 p. Illustrations de Philippe Lorin.
- Cholley, le grand guerrier, Toulouse, Privat, 2011, 133 p. Préface de Jean-Pierre Rives.
- Chirac-Hollande : Une histoire corrézienne, Paris, Plon, 2014, 249 p.

### Poésies
- La Pluie sur les carreaux dessine des fantômes, Paris, Le Cherche midi, 2005, 72 p.
- Sur le pont des regrets, Paris, Le Dilettante, 2019, 90 p.

### Nouvelle
- Juste un baiser, Paris, La Table ronde, 2014, 232 p.

## Communications et conférences
- « Chronique des engagements buissonniers : les hommes, la France, la politique ». Rencontre du Comité France, Institut Thomas-More, 7 décembre 2004, Paris.

## Dans la fiction
Dans le roman uchronique de Frédéric Deslauriers (2011), Les Deux-Cents jours de Marine Le Pen, où est envisagé pour elle une victoire à l'élection présidentielle de 2012, l'auteur imagine également Denis Tillinac au poste de l'Éducation nationale, ce qui constituerait donc, dans la perspective voulue par l'auteur, un ministre d'ouverture.